# Jonathan Dubasin
Jonathan Dubasin (La Seu d'Urgell, 2 februari 2000) is een Belgisch-Spaans voetballer die sinds 2024 uitkomt voor Sporting de Gijón.

## Clubcarrière

### Girona FC
Dubasin maakte in 2018 de overstap van Atlètic Segre naar Girona FC. Girona leende hem in juli 2019 voor een seizoen uit aan de Spaanse vierdeklasser UE Figueres. In oktober 2020 leende Girona hem opnieuw uit, ditmaal aan derdeklasser UE Llagostera. Op 2 december 2020 won hij met de club de Copa Federación de España.
In het seizoen 2021/22 volgde een derde uitleenbeurt aan derdeklasser UD Logroñés. Met Logroñes plaatste Dubasin zich voor de promotie-playoffs, maar in de halve finale ging hij met zijn club onderuit tegen het B-elftal van Villarreal CF.

### Albacete Balompié
In juli 2022 trok Dubasin definitief de deur achter zich dicht bij Girona: de Belg ondertekende een driejarig contract bij Albacete Balompié, dat een maand eerder zijn terugkeer naar de Segunda División A had afgedwongen. Op de vijf eerste competitiespeeldagen mocht hij invallen. Dit leverde op de vijfde speeldag een doelpunt op: in de 2-1-nederlaag tegen FC Cartagena legde hij in de 70e minuut de 2-1-eindscore vast. Op de zesde competitiespeeldag kreeg hij tegen SD Ponferradina zijn eerste basisplaats in de competitie.
Bij zijn tweede basisplaats, tegen FC Andorra op de zevende competitiespeeldag, dwong hij een strafschop af. Het leverde uiteindelijk een punt op, want de wedstrijd eindigde op 1-1. Een week later was hij in de 1-2-zege tegen CD Leganés goed voor de twee goals van de bezoekers. In de vier daaropvolgende competitiewedstrijden was hij goed voor drie assists. Dubasin miste uiteindelijk slechts drie wedstrijden in de reguliere competitie. In zijn voorlaatste wedstrijd in de reguliere competitie, een 0-5-zege bij UD Ibiza op de 39e competitiespeeldag, scoorde hij zijn tiende competitiegoal voor Albacete. Het was zijn elfde doelpunt van het seizoen, want in de Copa del Rey had hij ook al gescoord tegen CD Huétor Tájar.
Dubasin eindigde in zijn debuutseizoen zesde in de Segunda División A. De club plaatste zich zo voor de promotie-playoffs. In de halve finale ging de club tweemaal onderuit tegen UD Levante, waardoor de club zijn promotiedromen meteen mocht opbergen. Dubasin kreeg in allebei de wedstrijden een basisplaats.

### FC Basel
In juli 2023 ondertekende Dubasin een vierjarig contract bij de Zwitserse eersteklasser FC Basel. Dubasin liep al gauw een blessure op, waardoor hij onder andere de Europese confrontatie tegen Tobyl Qostanay miste. Onder zijn eerste wedstrijd Timo Schultz, die eind september 2023 op de keien werd gezet, speelde hij uiteindelijk vijf officiële wedstrijden, waarvan een in de Beker van Zwitserland. Enkel in de competitiewedstrijd tegen FC St. Gallen op de openingsspeeldag, die Dubasin door blessureleed niet kon uitspelen, kreeg hij een basisplaats van Schultz. Fabio Celestini, die eind oktober 2023 interimtrainer Heiko Vogel kwam aflossen, liet Dubasin in de laatste vijf competitiewedstrijden van het kalenderjaar starten. Dubasin bedankte door in de 1-3-zege tegen FC Lugano voor een goal en een assist te zorgen en in de laatste wedstrijd van het kalenderjaar voor de enige goal van de wedstrijd te zorgen op bezoek bij FC Luzern.

### Real Oviedo
Eind december 2023 kondigde Basel aan dat Dubasin op huurbasis het seizoen uitdeed bij de Spaanse tweedeklasser Real Oviedo. De club liet weten dat Dubasin voornamelijk omwille van persoonlijke redenen terugkeerde naar Spanje. Dubasin kreeg in bijna elke officiële wedstrijd van het resterende seizoen speelminuten. Zijn statuut van basisspeler veranderde na een kleine twee maanden wel naar dat van invaller.
Dubasin plaatste zich met Real Oviedo voor het tweede seizoen op rij voor de promotie-playoffs. In tegenstelling tot met Albacete Balompié slaagde Dubasin er met Real Oviedo wel in om zich te plaatsen voor de finale, dit ten koste van SD Eibar. In de finale tegen RCD Espanyol won Oviedo de heenwedstrijd met 1-0, maar de terugwedstrijd – waarin Dubasin voor het eerst sinds 16 maart 2024 nog eens in de basis stond – werd met 2-0 verloren.

### Sporting de Gijón
In juli 2024 werd Dubasin door Basel opnieuw uitgeleend aan een Spaanse tweedeklasser, ditmaal aan Sporting de Gijón. Dubasin groeide meteen uit tot een vaste waarde in de ploeg en was bij de Rojiblancos, die in het seizoen 2024/25 elfde eindigden in de Segunda División A, goed voor acht goals en negen assists in 37 competitiewedstrijden. In juni 2025 lichtte Gijón de aankoopoptie in het huurcontract, waardoor Dubasin tot medio 2028 verbonden bleef aan de club.